# Egebjerg (Ugilt Sogn)
 For alternative betydninger, se Egebjerg. (Se også artikler, som begynder med Egebjerg)
Egebjerg beliggende i Ugilt Sogn, Vennebjerg Herred, Hjørring Amt, nu Hjørring Kommune var allerede i middelalderen en hovedgård. Efter traditionen er den bygget i 1300-tallet af Hr. Niels Stigsen Skovgaard, der skal have givet den navn efter sit fædrene gods på Sjælland.